# Cavigal Nice sports
Le Cavigal Nice Sports est un club omnisports français basé dans la ville de Nice. Il est issu de la fusion en 1955 entre le Cavigal Nice et le Nice Sports. Chaque section du club est indépendante des autres. 
En 2010-2011, le basket-ball féminin décroche l'accession à la LFB en remportant le Final Four contre Reims.

## Historique
- Le Cavigal Nice est né en 1943 de l’association de trois clubs niçois : l’AS CAsino, la VIctorine et le GALlia Club.
- En 1955, le Cavigal Nice fusionne avec Nice Sports pour donner le Cavigal Nice Sports.
- 1988, apparition de la section baseball-softball.
- En 2007, la section basket-ball féminin fusionne avec le Nice Olympic Basket Club (NF3) pour donner le Nice Cavigal Olympic.

- En mai 2011, Nice remporte la Finale à 4 de Ligue 2 et accède ainsi à la Ligue féminine de basket[1].

## Les présidents successifs
- 1943 - 1948 : Pierre Arco
- 1948 - 1958 : Jacques Cotta
- 1958 - 1963 : Marcel Gratecos
- 1963 - 1966 : Charles Erhmann
- 1966 - 1968 : Francois Cerutti
- 1968 - 1997 : Roger Nicoletti
- 1997 - 1999 : Daniel Olivieri
- 1999... : Suzanne Blanc
- Puis       : Maurice Cohen
- 2009 - ... : Diego Noto

## Sections

### Actuelles
- Athlétisme
- Baseball-Softball - voir Cavigal Nice sports baseball
- Basket-ball - voir Cavigal Nice Basket 06
- Basket-ball en fauteuil roulant
- Cyclisme - Site du Cavigal Cyclisme
- Football
- Gymnastique - Site du Cavigal Gym
- Handball - voir Cavigal Nice Handball
- Ski alpin
- Triathlon - Site du Cavigal Triathlon

### Anciennes
- Tennis de table - L'ancienne section pongiste du club a été sacrée championne de France en 1947, 1949 et 1953 avec l'équipe masculine et a remporté la Coupe de France en 1950.